# 南投縣議會
23°54′27″N 120°40′44″E / 23.9073676°N 120.6790119°E
南投縣議會是中華民國臺灣省南投縣的最高立法機關，位於南投縣南投市。目前為第20屆縣議會，自2022年12月25日就任，議長為無黨籍的何勝豐，副議長為中國國民黨的潘一全。

## 歷史
- 1951年2月8日，成立第1屆縣議會。
- 1980年，遷建至南投市中興路辦公。

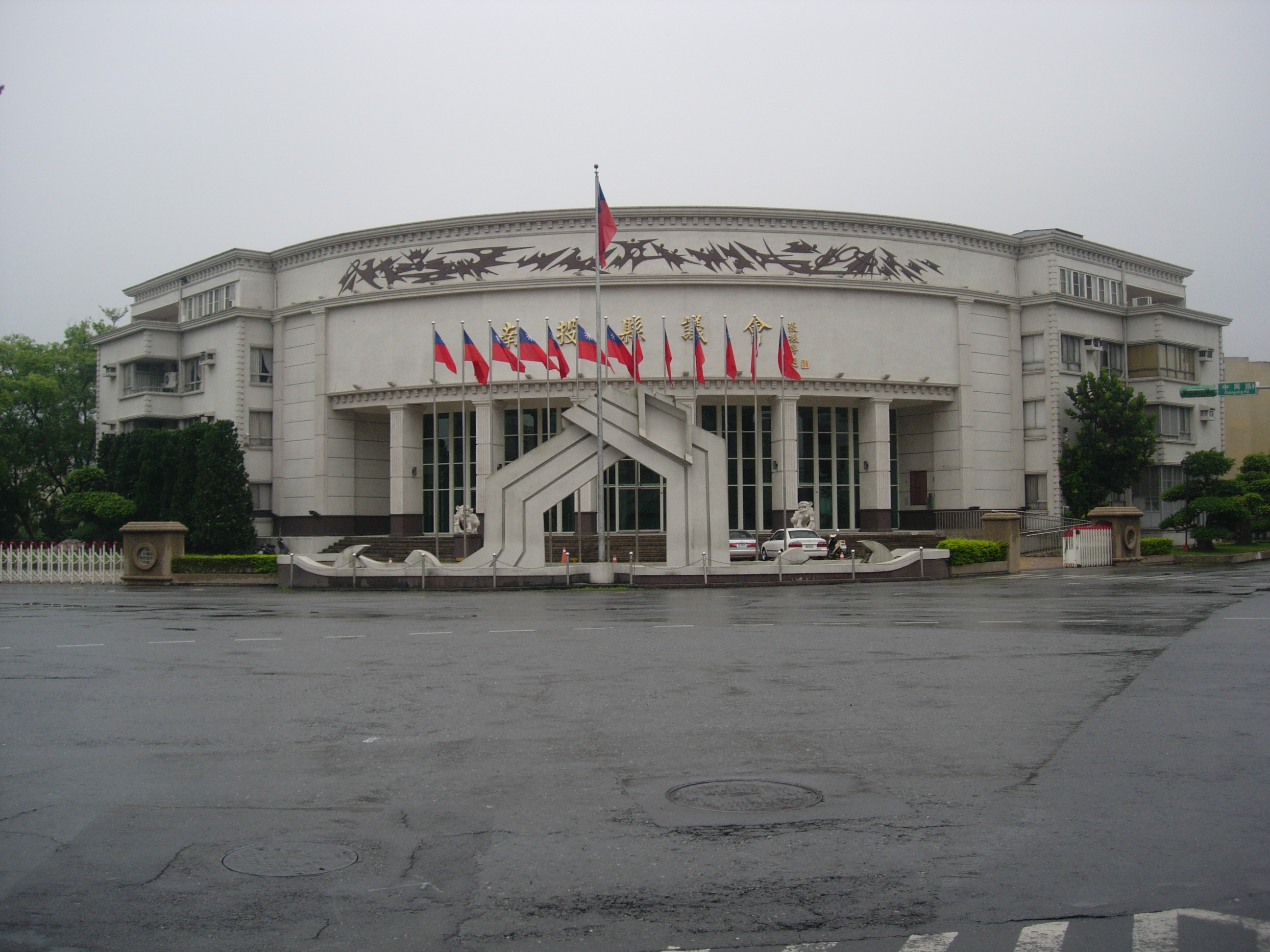
南投縣議會舊大樓；地址：南投縣南投市中興路663號。

- 1999年921大地震時嚴重受創，但只做重點修繕。
- 2014年3月3日，遷至南投市三興里南崗二路1號[1]。縣議會舊廳舍原規畫為運動中心，後因為南投縣人口數不足無法設置，未來舊議會建築將會保留，並發包給民間經營。

## 席次分布
南投縣議會議員合計36席，依人口比例分布於8個選區，席次分配如下：
- 第一選舉區（南投市、名間鄉）：10席
- 第二選舉區（草屯鎮、中寮鄉）：8席
- 第三選舉區（集集鎮、魚池鄉、水里鄉、信義鄉）：4席
- 第四選舉區（竹山鎮、鹿谷鄉）：5席
- 第五選舉區（埔里鎮、國姓鄉、仁愛鄉）：7席
- 第六選舉區（平地原住民選區）：1席
- 第七選舉區（山地原住民選區：南投市、竹山鎮、集集鎮、名間鄉、鹿谷鄉、水里鄉、信義鄉）：1席
- 第八選舉區（山地原住民選區：埔里鎮、草屯鎮、中寮鄉、魚池鄉、國姓鄉、仁愛鄉）：1席

## 本屆議員
南投縣議會議員為公民直選，第二十屆南投縣議員任期由2022年到2026年。各區應選縣議員人數：
| 選區     | 政黨                | 姓名                        | 備註                                                                                        |
| -------- | ------------------- | --------------------------- | ------------------------------------------------------------------------------------------- |
| 第一選區 | 無黨籍              | 張婉慈                      | 新任                                                                                        |
| 第一選區 | 無黨籍              | 洪明科                      | 連任                                                                                        |
| 第一選區 | 中國國民黨          | 林儒暘                      | 新任                                                                                        |
| 第一選區 | 無黨籍              | 蔡宗智                      | 連任                                                                                        |
| 第一選區 | 中國國民黨          | 宋懷琳                      | 新任，曾任南投市市長。                                                                      |
| 第一選區 | 中國國民黨          | 林憶如                      | 新任                                                                                        |
| 第一選區 | 民主進步黨          | 吳棋楠                      | 新任                                                                                        |
| 第一選區 | 臺灣民眾黨          | 簡千翔                      | 新任                                                                                        |
| 第一選區 | 民主進步黨          | 沈夙崢                      | 新任                                                                                        |
| 第一選區 | 無黨籍              | 曾振炎                      | 連任，2023年1月涉賄被起訴而辭職。                                                           |
| 第一選區 | 無黨籍              | 張秀枝                      | 新任，2023年8月曾振炎當選無效確定而遞補當選。                                               |
| 第二選區 | 無黨籍 → 中國國民黨 | 簡賜勝                      | 連任，國民黨黨員。2024年11月代表國民黨參選參選草屯鎮長補選，2025年1月10日因當選鎮長而辭職。 |
| 第二選區 | 中國國民黨          | 唐曉棻                      | 連任                                                                                        |
| 第二選區 | 無黨籍              | 簡峻庭                      | 連任                                                                                        |
| 第二選區 | 民主進步黨          | 蔡銘軒                      | 連任                                                                                        |
| 第二選區 | 民主進步黨 → 無黨籍 | 廖梓佑                      | 連任，2023年1月3日被開除黨籍。                                                              |
| 第二選區 | 中國國民黨          | 李洲忠                      | 連任                                                                                        |
| 第二選區 | 無黨籍              | 林友友                      | 新任                                                                                        |
| 第二選區 | 無黨籍              | 莊士傑                      | 連任                                                                                        |
| 第三選區 | 無黨籍              | 黃春麟                      | 新任                                                                                        |
| 第三選區 | 中國國民黨          | 謝明謀                      | 連任                                                                                        |
| 第三選區 | 中國國民黨          | 陳淑惠                      | 連任                                                                                        |
| 第三選區 | 民主進步黨          | 王秋淑                      | 連任                                                                                        |
| 第四選區 | 中國國民黨          | 游顥                        | 連任，2024年2月1日當選立法委員，辭職。                                                      |
| 第四選區 | 中國國民黨 → 無黨籍 | 何勝豐                      | 議長，連任，2023年5月17日宣布退黨。                                                         |
| 第四選區 | 無黨籍              | 蔡孟娥                      | 連任                                                                                        |
| 第四選區 | 無黨籍              | 吳瑞芳                      | 2024年10月1日因案解職                                                                       |
| 第四選區 | 民主進步黨          | 陳玉鈴                      | 新任                                                                                        |
| 第五選區 | 中國國民黨          | 黃世芳                      | 連任                                                                                        |
| 第五選區 | 無黨籍              | 吳國昌                      | 新任                                                                                        |
| 第五選區 | 中國國民黨          | 潘一全                      | 副議長，連任                                                                                |
| 第五選區 | 民主進步黨          | 陳宜君                      | 連任                                                                                        |
| 第五選區 | 無黨籍              | 戴世詮                      | 連任                                                                                        |
| 第五選區 | 中國國民黨          | 林芳伃                      | 連任                                                                                        |
| 第五選區 | 民主進步黨          | 蘇昱成                      | 新任                                                                                        |
| 第六選區 | 無黨籍              | 石慶龍 Rungquan．Lhkatafatu | 連任                                                                                        |
| 第七選區 | 中國國民黨          | 全文才 Balan．Soqluman      | 連任                                                                                        |
| 第八選區 | 中國國民黨          | 林庭秝                      | 新任                                                                                        |

### 政黨席次
| 政黨       | 當前席次 | 備註 |
| ---------- | -------- | ---- |
| 中國國民黨 | 12席     |      |
| 民主進步黨 | 7席      |      |
| 臺灣民眾黨 | 1席      |      |
| 無黨籍     | 14席     |      |